# День авиации Армении
«День авиации Армении» (арм. Հայաստանի Հանրապետության ավիացիայի օր) — армянский профессиональный праздник всех работников авиации, отмечается в Республике Армения ежегодно в третье воскресенье июня.

## История
Отправным моментом в создании авиации в Армении считается  июнь 1992 года, когда было завершено формирование авиационного подразделения ВС РА. Спустя пять лет в честь этого события первым президентом Армении Левоном Тер-Петросяном был подписан указ о праздновании «Дня авиации Армении»